# Alan K. Simpson
Alan K. Simpson (Denver, 1931. szeptember 2. – Cody, 2025. március 14.) amerikai politikus, az Amerikai Egyesült Államok szenátora (Wyoming, 1979–1997).

## Élete
Szerepel a Dave című filmvígjátékban saját magát alakítva.